# ماريون تيلي
ماريون إليزابيث تيلي، (بالإنجليزية: Marion Elizabeth Tylee)‏ (25 مايو 1900 - 27 فبراير 1981)  هي رسامة ومصممة مطبوعات وفنانة نيوزيلندية. 